# Universidad de Erfurt

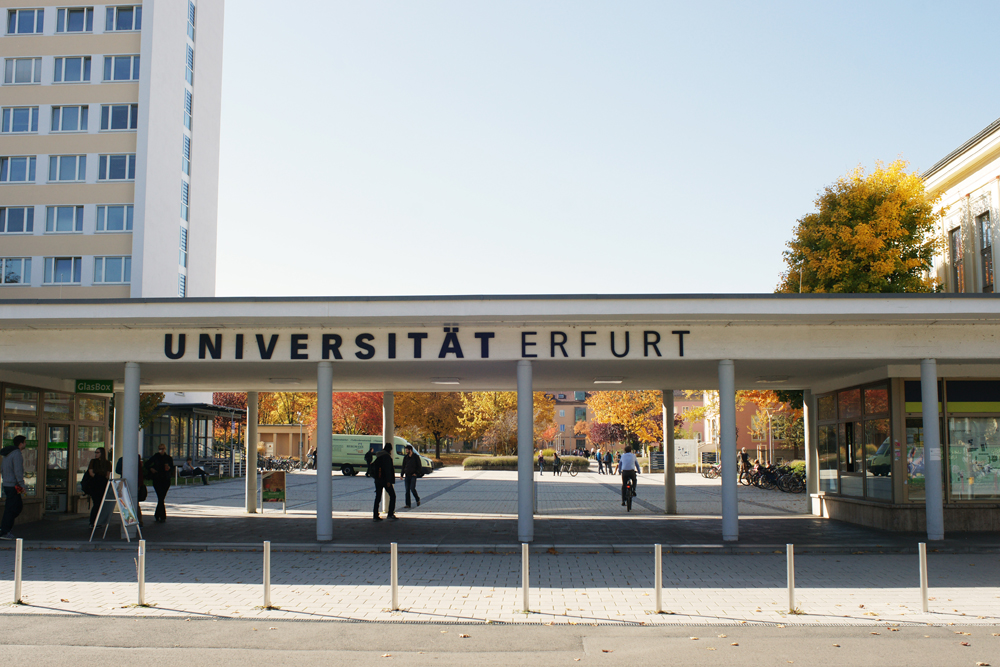
Entrada de la Universidad de Erfurt.

La Universidad de Erfurt (Alma mater Erfordensis) se creó en la ciudad alemana de Erfurt por una bula fundacional del Papa Urbano VI el 4 de mayo de 1389 y se inauguró oficialmente en la segunda semana después de Pascua del año 1392.
En 1816 se cerró la Universidad; su refundación no se dio hasta 1994, tras la reunificación alemana. Una Escuela de Magisterio y otras instituciones de enseñanza superior fundadas durante la República Democrática Alemana fueron incorporadas a la Universidad. Quedó al margen de ella la Escuela Superior de Medicina, que existió hasta 1993. 

## Profesores y alumnos de la Universidad antigua
En la Universidad antigua estudiaron personalidades como Johannes Gutenberg (alrededor de 1400-1468), inventor de la imprenta, el teólogo Gabriel Biel (1410-1495), Peter Schöffer (1425-1503), primer librero y editor tras la invención de la imprenta, los humanistas Rudolf von Langen (1438-1519), Ulrich von Hutten (1488-1523) y Jakob Wimpheling (1450-1528), Martín Lutero (1483-1546) y Andreas Bodenstein (1482-1541), como también Johann Spangenberg (1484-1550), Bartholomäus Bernhardi (1487-1551) o Johann Lange (1487-1548), Erhard Schnepf (1495-1558), Viktorin Strigel (1524-1569) o Johann Velius (1545-1631); también August Neidhardt von Gneisenau (1760-1831), reformador del ejército prusiano.